# Martin Leidenfrost
Martin Leidenfrost (* 30. Oktober 1972 in Amstetten) ist ein österreichischer Schriftsteller. Er lebt und arbeitet im Burgenland.

## Leben
Martin Leidenfrost besuchte von 1983 bis 1991 das Stiftsgymnasium der Benediktiner in Seitenstetten; nach Abschluss der Schule und Zivildienst wurde er 1992 an der Wiener Filmhochschule aufgenommen und lebte bis 2004 in Wien, unterbrochen von einem Aufenthalt in Berlin, wo er 1996/1997 an der Hochschule für Film und Fernsehen Potsdam-Babelsberg Dramaturgie studierte. Von 1998 bis 2002 studierte er Slawistik an der Universität Wien und reiste seither immer wieder durch Osteuropa. 2002 legte er an der Wiener Filmhochschule sein Diplom ab.
Seit 2004 lebte Martin Leidenfrost in Devínska Nová Ves, einem Stadtteil von Bratislava, am slowakisch-österreichischen Grenzfluss March, 35 km östlich von Wien. Er arbeitet als freier Schriftsteller und schreibt Reiseliteratur, Drehbücher, Feuilletons und Bücher. Seit 2008 lebte und arbeitete er auch in Brüssel. Heute lebt er im Burgenland. Leidenfrost ist mit einer Slowakin verheiratet und Vater eines Kindes. Er schrieb für die Tageszeitung Die Presse von Jänner bis Dezember 2018 die kontrovers aufgenommene Kolumne „Der letzte Kreuzritter“ und weiterhin die Reportagereihe „Expedition Europa“.
Zum Spielfilm Deckname Holec schrieb er gemeinsam mit Franz Novotny und Alrun Fichtenbauer das Drehbuch. Der Spielfilm Life Guidance, zu dem er gemeinsam mit Ruth Mader das Drehbuch schrieb, wurde zu den Internationalen Filmfestspielen von Venedig 2017 in die Sektion Giornate degli Autori eingeladen.

## Filmografie (Auswahl)
- 2003: Struggle
- 2016: Deckname Holec
- 2017: Life Guidance
- 2022: Serviam – Ich will dienen

## Auszeichnungen
- 2003 Einladung in die Reihe Un Certain Regard der Filmfestspiele von Cannes für Struggle (Drehbuch zu einem Spielfilm)[3]
- 2004 Drehbuchpreis des SR/ZDF, ebenfalls für Struggle[4]
- 2005 Carl-Mayer-Drehbuchpreis (Hauptpreis) für Serviam  (Drehbuch zu einem Thriller, gemeinsam mit der Co-Autorin Ruth Mader)[5]
- 2007 Internationaler Journalismuspreis European Journalism Prize Writing for CEE Die Welt hinter Wien[6][7]

## Werke
- Die Welt hinter Wien. Picus-Verlag, Wien 2008, ISBN 978-3-85452-629-2.
- Die Tote im Fluss: der ungeklärte Fall Denisa S. Residenz-Verlag, St. Pölten/Salzburg 2009, ISBN 978-3-7017-3128-2.
- Brüssel zartherb. Fünfzig europäische Expeditionen. Picus-Verlag, Wien 2010, ISBN 978-3-85452-660-5.